# Xiphydria betulae
Xiphydria betulae is een vliesvleugelig insect uit de familie van de Xiphydriidae. De wetenschappelijke naam van de soort is voor het eerst geldig gepubliceerd in 1911 door Enslin.